# You and I (Scorpions)
You and I is een nummer van de Duitse hardrockband Scorpions uit 1996. Het is de eerste single van hun dertiende studioalbum Pure Instinct.
Het nummer is een power ballad, die beschrijft hoe de ik-figuur smoorverliefd is op een vrouw. "You and I" werd een klein hitje in het Duitse taalgebied, Frankrijk en Zweden. In Duitsland bereikte het een bescheiden 22e positie. In het Nederlandse taalgebied werden geen hitlijsten gehaald.